# Ponto de penetração da procura
Este ponto de penetração da procura tem em consideração dois conceitos, o push e o pull. A entrada destes conceitos fez com que se produzisse em função da encomenda em vez de produzir para o stock, como se fazia no passado. Esta alteração da maneira de produzir fez com que houve-se uma inversão na orientação na cadeia de valor onde passam a ser definidos os valores requeridos pelos produtos ou serviços, bem como as quantidades, quando e onde é necessário, pelos clientes que o procuram ao invés das empresas que o oferecem. O ponto de desamarração ou penetração é o ponto que fica entre o produzir para o stock (baseado em previsões – push) e o produzir para a encomenda (baseado na encomenda – pull).
Devido ao tipo de produção que se faz surgem vários cenários mas em todos estes casos a eficiência do sistema de informação da cadeia é fundamental para a sua optimização e capacidade de resposta, tudo em nome da redução do lead time e order Fulfillment em função das necessidades e satisfação do cliente/consumidor.
Se a informação da encomenda for transmitida rapidamente seja no caso da compra ao retalhista pelo cliente final ou no caso de compra directa pelo cliente final maior será a produção em função da comprar e menor em função da previsão, tudo isto em favor de menores custos totais (Dias, 2005, p. 145-146).